# Георг Кристиан (Хесен-Хомбург)
Георг Кристиан фон Хесен-Хомбург (на немски: Georg Christian von Hessen-Homburg, * 10 декември 1626 в Хомбург, † 1 август 1677 във Франкфурт на Майн) от род Дом Хесен е третият ландграф на Хесен-Хомбург (1669–1671).
Той е петото дете на ландграф Фридрих I фон Хесен-Хомбург (1585 – 1638) и съпругата му графиня Маргарета Елизабет фон Лайнинген-Вестербург (1604–1667), дъщеря на граф Кристоф фон Лайнинген-Вестербург (1575 – 1635). Брат е на Вилхелм Кристоф (1625–1681) и на Фридрих II (1633–1708). Баща му умира през 1638 г., децата растат под опекунството на майка им.
Майка му го изпраща през 1642 г. да следва в „Рицарската академия“ в Дания. Понеже е много скъпо от 1643 г. той се мести в университета в Гисен.
С помощта на връзките на ландграф Георг II фон Хесен-Дармщат Георг Кристиан става през 1648 г. капитан в Испанска Нидерландия и 1651 г. става католик. Той отива на военна служба във Франция. Кардинал Мазарини му дава дипломатически мисии в Германия.
От 1660 г. той е в Саксония. В двора на Ваймар той е приет в литературното общество „Fruchtbringende Gesellschaft“ чрез херцог Вилхелм IV от Саксония-Ваймар. През септември 1665 г. той е главен командир на войска в Нидерландия.
На 11 октомври 1666 г. Георг Кристиан се жени в Хамбург за богатата Анна Катарина фон Погвич, търговска вдовица фон Алефелт. След две години той е в Хомбург, съпругата му остава в Хамбург. След това те не се виждат повече.
През 1669 г. Георг Кристиан купува Ландграфството Хесен-Хомбург от брат си Вилхелм Кристоф, но заради задължения през 1671 г. трябва да го продаде.
От 1671 г. ландграфът живее във Франкфурт на Майн в четиристаен апартамент, непрекъснато преследван от тези, към които има задължения.
Той умира на 1 август 1677 г. в жилището си. По негово желание е погребан в катедралата Майнц.